# Loïs Openda
Ikoma Loïs Openda (ur. 16 lutego 2000) – belgijski piłkarz występujący na pozycji napastnika w niemieckim klubie RB Leipzig oraz w reprezentacji Belgii. Uczestnik Mistrzostw Świata 2022 i Mistrzostw Europy 2024.

## Kariera klubowa
Openda w młodości reprezentował barwy klubów takich jak Patro Othee FC i RFC Liège, zanim dołączył do akademii Standard Liège. W 2015 roku przeniósł się do akademii Club Brugge, gdzie 10 sierpnia 2018 roku zadebiutował w pierwszej drużynie w spotkaniu belgijskiej Pro League przeciwko Kortrijk.
18 września tego samego roku zadebiutował w spotkaniu Ligi Mistrzów UEFA, przeciwko Borussii Dortmund. W 24. kolejce sezonu Pro League zdobył swojego pierwszego gola w lidze, miało to miejsce w spotkaniu przeciwko KAA Gent. Ostatecznie sezon zakończył z czterema bramkami, a Brugge zostało wicemistrzem kraju.
21 lipca 2020 r. Openda dołączył do holenderskiego klubu Eredivisie Vitesse na zasadzie rocznego wypożyczenia. Swojego pierwszego gola dla klubu strzelił 3 października, w wygranym 3:0 meczu z Heraclesem Almelo. Vitesse dotarło do finału Pucharu KNVB, w którym ulegli 1:2 Ajaxowi. Openda strzelił w tym meczu jedynego gola dla drużyny z Arnhem. W czerwcu 2021 Openda powrócił do Vitesse na kolejne roczne wypożyczenie.

## Kariera reprezentacyjna
W roku 2016 pojechał na mistrzostwa Europy U-17. Wystąpił tam w czterech spotkaniach w których zdobył jedną bramkę. Belgowie odpadli w ćwierćfinale po porażce z Niemcami.
Podczas finałowej rundy eliminacji do mistrzostw Europy U-19 w 2019 roku, zdobył dwie bramki w meczu z Włochami oraz dwie bramki w meczu z Serbią, jednak Belgowie zajęli dopiero trzecie miejsce w grupie i nie uzyskali awansu do turnieju finałowego.
30 sierpnia 2019 roku został powołany po raz pierwszy do kadry U-21, na mecze eliminacji do mistrzostw Europy U-21, przeciwko Walii oraz Bośni i Hercegowinie.

## Życie osobiste
Openda urodził się w Belgii i jest pochodzenia marokańskiego (matka jest Marokanką) i kongijskiego (ojciec jest Kongijczykiem).

## Sukcesy

### Club Brugge
- Mistrzostwo Belgii: 2019/2020
- Superpuchar Belgii : 2018